# Samseny Gamgí
En Samseny Gamgí (Samwise Gamgee en l'original anglès) és un personatge fictici de l'univers de J.R.R. Tolkien, la Terra Mitjana. És un dels protagonistes principals de l'obra El Senyor dels Anells.
Viu amb el seu pare, Hamfast Gamgí, conegut com el "Vellot", al número 3 del Passatge del Sac. Treballa de jardiner a l'Atzusac a servei d'en Frodo Saquet. Conegut com a Sam, és un hòbbit interessat per les històries fantàstiques que passen fora de La Comarca, i té una gran devoció pels elfs.

## Biografia

### Abans de la descoberta de l'Anell
Va néixer a Hobbitters, fill de Hamfast Gamgí i de Bell Bonfill. Tenia cinc germans: Hamson, Halfred, Daisy, May i Marigold.

### El Senyor dels Anells
Com a "càstig" per escoltar d'amagat la conversa que mantenia amb en Frodo sobre la natura de l'Anell Únic, en Gàndalf el designa acompanyant d'en Frodo en el seu viatge cap a Rivendell per mantenir l'Anell en secret.
Un cop a Rivendell, en Sam va tornar a escoltar d'amagat les deliberacions del Consell de n'Élrond, i manifesta la seva voluntat d'acompanyar en Frodo a Mórdor. Juntament amb set membres més, es forma la Germandat de l'Anell.
D'entrada en Sam és tan sols un bon company de camí i l'encarregat de carregar el material, però a mesura que avança la història demostrarà amb la seva fe i lleialtat la seva vàlua. Quan en Frodo decideix d'abandonar la Germandat en Sam li endevina les intencions i no el deixa marxar sol. Durant el trajecte en solitari amb en Frodo, en Sam carrega la major part de l'equipatge, i s'encarrega de cuinar i de racionar el menjar. També, quan en Gòl·lum s'afegeix al grup, no deixa de vigilar-lo ni un moment.
Quan en Gòl·lum els condueix al cau de l'Arranyera, en Sam fa fugir l'aranya gegant i creient que en Frodo era mort li agafa l'Anell amb la intenció d'acabar ell la missió. Així es converteix, tot i que breument, en un dels portadors de l'Anell. En sentir dir als orcs que en Frodo tan sols està paralitzat pels efectes del verí de l'aranya, decideix llançar-se al rescat del seu amic a la Torre de Cirith Úngol.
Un cop rescatat en Frodo, en Sam li torna l'Anell i es tornen a posar en camí a través de les planes de cendra de Gorgòroth. Finalment, quan arriben al Mont del Fat, en Frodo està tan esgotat que no té forces per seguir caminant, i en Sam decideix carregar-se'l a sobre i fer els últims metres ell. En arribar a les esquerdes del fat, en Gòl·lum fa un últim atac colpejant el cap d'en Sam amb una pedra, però finalment ell i l'Anell cauen al volcà i són destruïts.

### Després de la caiguda d'en Sàuron
De retorn a La Comarca, es casa amb la Rosa Cotó (Roseta) i es traslladen a viure a l'Atzucac amb en Frodo. Tenen tretze fills: Elanor la Bella, Frodo, Rose, Merry, Pippin, Rullsdor, Hamfast, Dausy, Primrose, Bilbo, Ruby, Robin, i Tolman.
Quan en Frodo abandona La Comarca per salpar cap a l'oest, li deixa el llibre que escrivia perquè l'acabi.
Quan l'anterior alcalde dimiteix l'any 7 de la Quarta Edat, en Sam és elegit pel primer de set mandats consecutius de set anys cadascun.
Quan la seva esposa mor, en Sam confia el llibre ja acabat a la seva filla Elanor i deixa la Terra Mitjana per anar a trobar en Frodo a l'altra banda del mar. El llibre serà heretat pels descendents de l'Elanor i amb el temps passarà ser conegut com el Llibre Roig de la Franja de Ponent.

## Adaptacions
En la versió cinematogràfica de Peter Jackson d'El Senyor dels Anells, l'actor Sean Astin interpreta en Samseny Gamgí en les tres pel·lícules de la trilogia.